# Крутих Олексій Васильович
Олексій Васильович Крутих (10 березня 2000, Київ, Україна) - український тенісист, перша ракетка України станом на січень 2023 року.

## Кар'єра
Крутих має найвищий в кар'єрі рейтинг ATP в одиночному розряді - 185-й номер у світі, досягнутий 19 грудня 2022 року. Він також має найвищий у своїй кар'єрі парний рейтинг - 275-й номер світового рейтингу, досягнутий 5 грудня 2022 р.
Крутих виграв 2 титули ATP Challenger в одиночному розряді та 2 титули в парному розряді.
У січні 2023 року зумів пройти кваліфікацію на відкритий чемпіонат Австралії, де у першому раунді поступився Дієго Шварцману. Це був дебютний турнір Великого шлему в кар'єрі тенісиста.

## Досягнення

### Тур ATP Challenger

#### Одиночні фінали
| Результат | Дата              | Місце проведення  | Поверхня | Суперник     | Рахунок            |
| --------- | ----------------- | ----------------- | -------- | ------------ | ------------------ |
| Перемога  | 28 серпня 2022    | Прага, Чехія      | Грунт    | Лукас Герч   | 6–3, 6–7(2–7), 6–2 |
| Перемога  | 27 листопада 2022 | Валенсія, Іспанія | Грунт    | Лука Ван Аше | 6–2, 6–0           |

#### Парні фінали
| Результат | Дата              | Місце проведення   | Покриття | Партнер             | Суперники                          | Рахунок       |
| --------- | ----------------- | ------------------ | -------- | ------------------- | ---------------------------------- | ------------- |
| Перемога  | 11 грудня 2021    | Анталія, Туреччина | Грунт    | Хсу Юйсіоу          | Санджар Файзієв Маркос Каловелоніс | 6–1, 7–6(7–5) |
| Перемога  | 26 листопада 2022 | Валенсія, Іспанія  | Хард     | Оріоль Рока Баталла | Іван Сабанов Матей Сабанов         | 6–3, 7–6(7–3) |